# Pax Romana

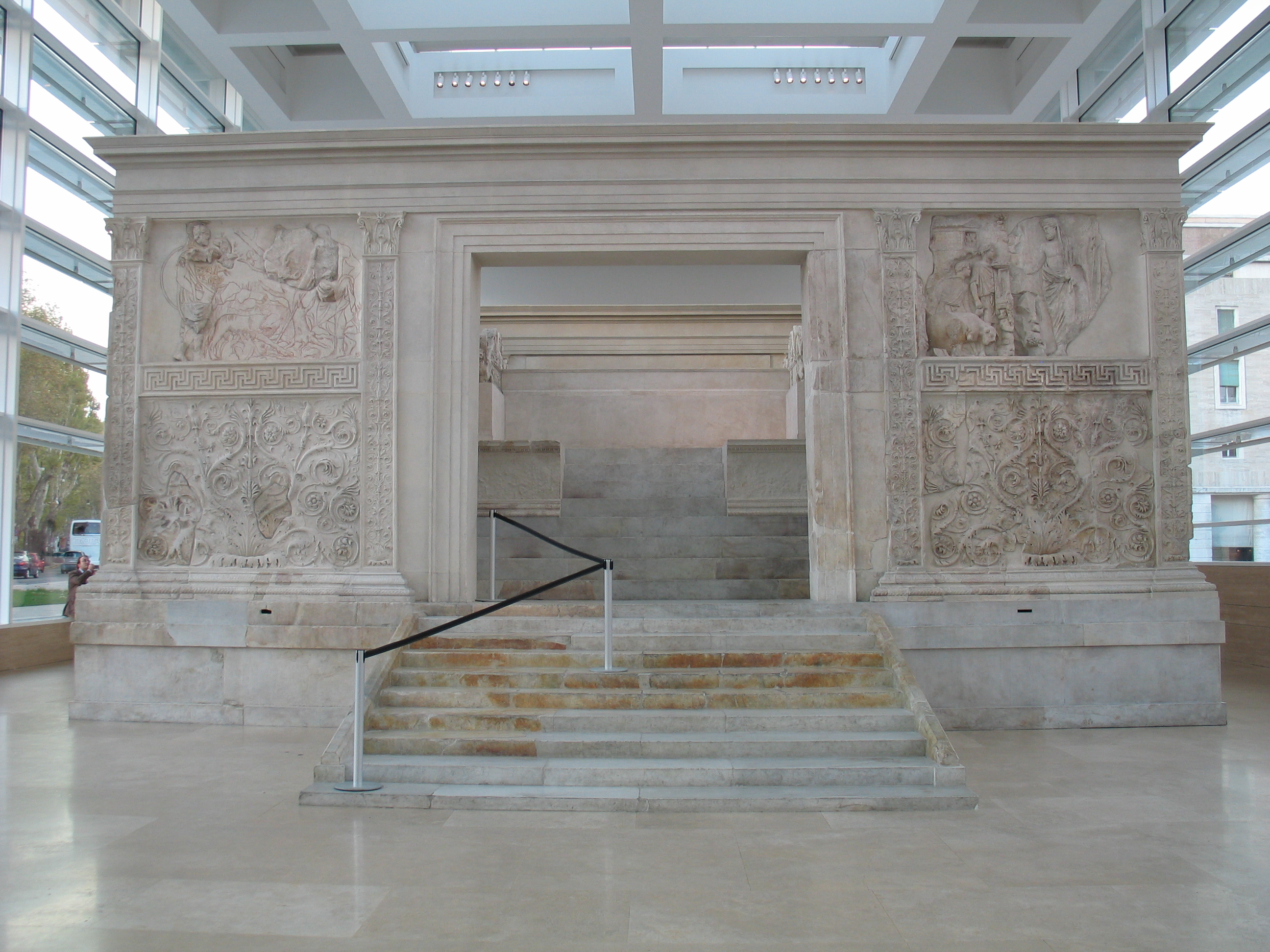
Алтарь Мира: его торжественное открытие в 13 году до н. э. было призвано ознаменовать начало эпохи всеобщего мира.

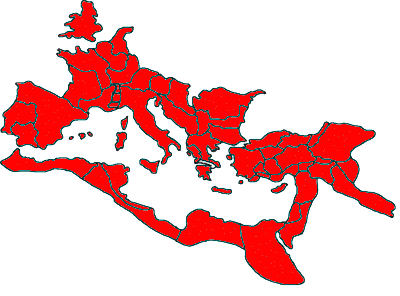
Римская империя в период своего наибольшего расширения в правление Траяна.

Pax Romana ([Пакс Рома́на], с лат. — «Римский мир» или «Августов мир», где «мир» означает отсутствие войны, поддержание внутреннего мира в империи) — длительный период мира и относительной стабильности в пределах Римской империи эпохи Принципата.
В переводе с латыни термин означает «римский мир». Происхождение этого названия связано с тем, что жёстко централизованная администрация и римское право подавили регионы, которые ранее переживали беспрестанные вооружённые конфликты (например, перманентные войны греческих полисов между собою), а также Римская империя прямо называла себя Миром — Pax Romana. В переносном смысле это может означать мир, насаждаемый и поддерживаемый политической силой, у которой нет соперников. Таким образом, разные исторические периоды иногда называют Pax Mongolica, Pax Sinica, Pax Britannica или Pax Americana, Pax Sovietica.

## История
Чаще всего этот период определяется временными рамками 27 год до н. э. — 180 год н. э. Период открывает император Октавиан Август, который постарался свести к минимуму количество конфликтов в своей империи; в 180 году скончался последний из «пяти добрых императоров» — Марк Аврелий. Французский историк Морис Грифф считает, что этот период длился с 70 по 253 год н. э.
Это был период относительного затишья, во время которого не было ни серьёзных гражданских войн, сотрясавших Европу в I веке до н. э., ни крупных конфликтов с иностранными державами (вроде Пунических войн III—II веков до н. э.). Август дважды, в 29 и 25 годах до н. э., закрывал двери храма Януса, символически провозглашая тем самым окончание гражданской войны в государстве. Состояние мира относилось только к территориям в пределах границ империи, в то время как на периферии продолжались боевые действия с германцами, парфянами, даками и другими народами.
В рассматриваемый период Римская империя подчинила себе всё Средиземноморье и часть Северной Европы. Изначально это был период равновесия (спокойствия, в общем — гармонии). Абсолютная власть императоров была ограничена сенатом и магистратурами (разумно осуществлялась). Безопасность дорог способствовала торговле. Экономический расцвет наблюдался в городах, которые украшались и обновлялись в ущерб сельскому хозяйству в качестве центров латинизации (романизации) и культуры.
В реальности Pax Romana был «вооружённым» миром, потому что императоры поддерживали границы империи силой оружия. Пограничные конфликты не прекращались ни при одном императоре, что расшатывало экономику империи и держало в известном напряжении всю государственную машину. На смену двум столетиям мира пришёл кризис III века, ознаменовавшийся, в частности, вторжением в пределы империи германских племён (с севера) и персов (с востока).

## Причины

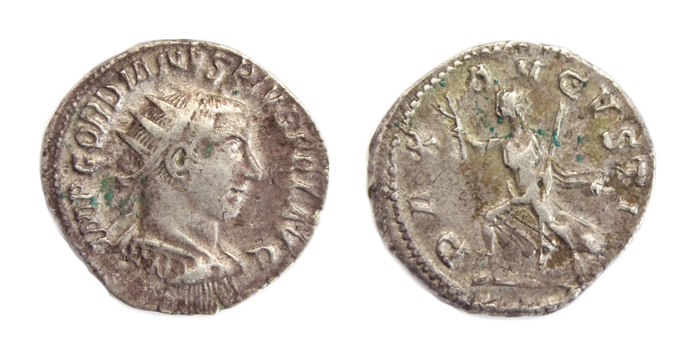
Антониниан Гордиана III, отчеканеный в Антиохии 243—244 гг. Н. Э. c изображением Pax Augusta на реверсе.

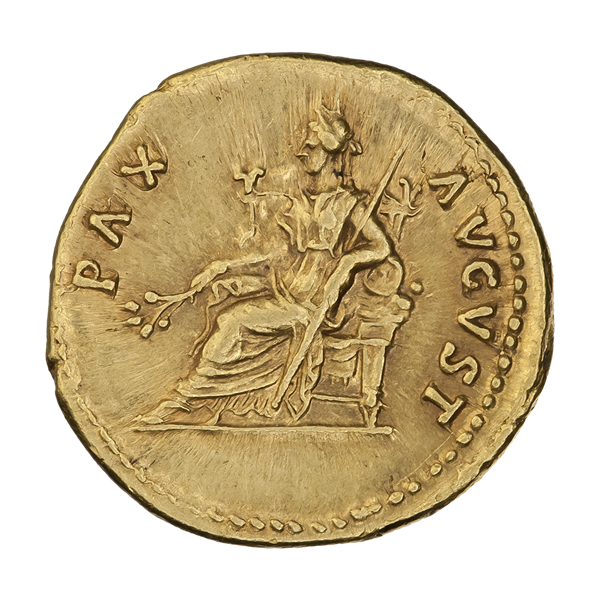
Тит, цезарь (69—79). Чеканка Тита в правление Веспасиана. Ауреус. Ок. 75 г. Рим. Реверс. Надпись PAX AVGVST. Пакс (персонификация мира) сидит на троне, влево; в руках оливковая ветвь и скипетр.

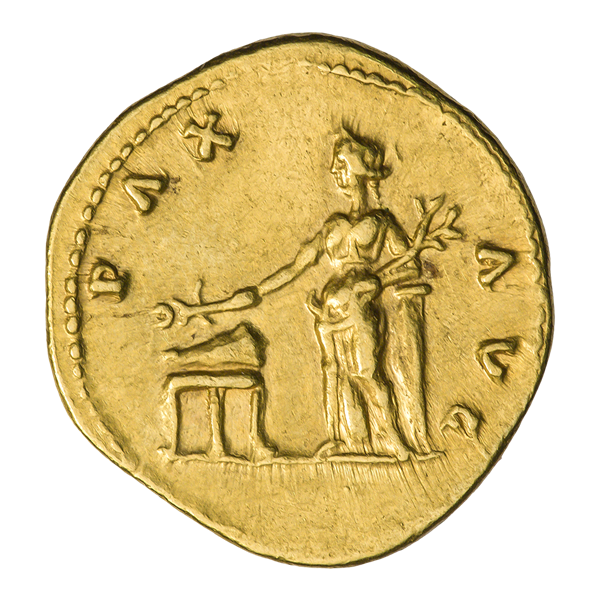
Веспасиан (69—79). Ауреус. Ок. 73 г. Рим. Реверс. Надпись PAX AVG. Пакс (персонификация мира) стоит, влево, опираясь на колонну. В правой руке держит кадуцей над треножником; в левой руке пальмовая ветвь.

Когда Август избавился от своих конкурентов на престол к 27 г. до н. э. и получил от сената титул императора, он формально восстановил Римскую республику (Res publica Romana), но на самом деле стал автократом и установил наследственную монархию (принципат). Он стал принцепсом, или первым гражданином. Не имея хорошего прецедента успешного единоличного правления, Август создал хунту из величайших военных магнатов и выступил в качестве прикрытия. Объединив этих ведущих магнатов в коалицию, он устранил перспективу гражданской войны. Pax Romana возник не сразу, несмотря на окончание гражданских войн, поскольку бои продолжались в Испании и в Альпах.
Август столкнулся с проблемой сделать мир приемлемым образом жизни для римлян, которые в течение 200 лет непрерывно вели войну с той или иной державой. Римляне рассматривали мир не как отсутствие войны, а как редкую ситуацию, которая существовала, когда все противники были побеждены и утратили способность сопротивляться. Задача Августа заключалась в необходимости убедить римлян в том, что процветание, которого они могли достичь в отсутствие войны, было бы лучше для Империи, чем потенциальная военная добыча и честь, заслуженная во время рискованной войны. Август добился успеха с помощью умелой пропаганды. Последующие императоры последовали его примеру, иногда устраивая пышные церемонии закрытия Врат Януса, выпуская монеты с изображением олицетворения Pax на реверсе и покровительствуя литературе, превозносящей преимущества Pax Romana.
В Риме Пакс — богиню Мира чествовали в храме Мира на Виа Сакра, рядом с форумом Августа, построенном при императоре Веспасиане. Названный современниками одним из чудес света, он был построен при Веспасиане в 74 году нашей эры и завершен Домицианом. Храм был открыт в 75 году нашей эры после триумфа в честь победы в Первой Иудейской войне и был посвящен Пакс Августа империи, ознаменовывая мир восстановленному династией Флавиев в соответствии с имперской пропагандой.
Проведя энергичную и умеренную политику, ему удалось положить конец гражданской войне, заключить мир с различными соседями, особенно с Парфянской империей на востоке, и заручиться поддержкой легионов и влиятельных людей в Риме благодаря различным уступкам и привилегиям.
Pax Romana был набором институтов, которые обеспечивали стабильность империи, регулируя отношения между центром и периферией. Миру способствовал, в частности, принцип, согласно которому провинции, признавая римское превосходство, оставались свободными следовать своим собственным нормам и поклоняться своим богам. Установление и поддержание мира снискали ему безмерное восхищение и уважение, поэтому для многих он начал новую эру, «вечного мира».
На протяжении более чем двух веков «римского мира» границы все ещё надо было оборонять, римляне кроваво подавляли различные «национально-освободительные» восстания, была завоевана Британия, а Марк Аврелий боролся с парфянами на протяжении всего своего правления, но внутри империи был мир и экономическое процветание, отчасти благодаря продуманным реформам. Большинство сохранившихся памятников римской архитектуры относятся к этому периоду. Поскольку империя покрывала все побережье Средиземного моря, пиратство было ликвидировано, что значительно увеличило торговлю. Исторически Римский мир совпал по времени с так называемым Pax Sinica, который имел место в Восточной Азии. Эта стабильность, которой пользовались Китай и Римская империя, благоприятствовала торговле на дальние расстояния и путешествиям между двумя сферами власти.
С другой стороны, в этот период правил ряд не очень способных императоров, но даже они не угрожали общему внутреннему миру. Только эксцентричный сын Марка Аврелия Коммод из- за своего безрассудства спровоцировал серию заговоров, положив конец периоду римского мира.
Считается, что этот период закончился началом великих беспорядков и войн 3-го века, которые характеризовались бесконечной серией гражданских войн между различными претендентами на имперский престол, в то время как давление Германии и Персии на периферии усилилось.